# Oryzias nebulosus
Oryzias nebulosus is een straalvinnige vissensoort uit de familie van de schoffeltandkarpers (Adrianichthyidae). De wetenschappelijke naam van de soort is voor het eerst geldig gepubliceerd in 2004 door Parenti & Soeroto.